# Justin Sears
Justin Sears (nacido el 3 de enero de 1994 en Plainfield, Nueva Jersey) es un jugador de baloncesto británico-estadounidense que pertenece a la plantilla del s. Oliver Würzburg de la BBL, la máxima división alemana. Con 2,03 metros de altura puede jugar tanto en la posición de Alero como en la de Ala-Pívot. Es internacional absoluto con Gran Bretaña.

## Trayectoria

### Instituto
Se formó en la Academy for Information Technology, situada en Scotch Plains, Nueva Jersey (no tenía equipo de baloncesto) y en el Plainfield High School, situado en su ciudad natal, Plainfield, Nueva Jersey. Ganó con Plainfield dos New Jersey State Interscholastic Athletic Association Grupo 3. Ayudó al equipo a alcanzar en dos ocasiones la final del torneo de New Jersey State Interscholastic Athletic Association, perdiendo las dos veces contra el todopoderoso St. Anthony. Jugó en el equipo con Tyrone Johnson y Sekou Harris. Disputó la AAU con los New Jersey Demons.
Como senior promedió 13,4 puntos, 12 rebotes y 3,2 tapones, siendo elegido en el mejor quinteto del estado de Nueva Jersey, en el mejor quinteto del área de Plainfield y en el mejor quinteto del condado de Union. Finalizó su etapa de high school con 1,048 puntos y 1,063 rebotes, siendo el 2.º jugador de la historia de Plainfield High School en anotar más de 1,000 puntos y coger más de 1,000 rebotes.

### Universidad
Tras graduarse en 2012, asistió a la Universidad de Yale, situada en New Haven, Connecticut, donde cumplió su periplo universitario de cuatro años (2012-2016).

#### Freshman
En su primera temporada, su año freshman (2012-2013), jugó 29 partidos (15 como titular) con los Bulldogs con un promedio de 9,5 puntos, 5,3 rebotes y 1 robo en 22,4 min. Fue el máximo reboteador y el 2.º máximo anotador del equipo. A final de temporada recibió el premio John C Cobb como rookie del año del equipo.
Fue el 4.º máximo anotador freshman de la Ivy League. Fue el máximo reboteador del equipo en 11 ocasiones y el máximo anotador en 7. Fue nombrado rookie de la semana de la Ivy League tras anotar 18 puntos en la victoria contra los Brown Bears. Metió el palmeo ganador en los seg finales en la victoria por 64-62 contra los Bryant Bulldogs. El primer doble-doble de su carrera universitaria (10 puntos y 12 rebotes) fue contra los Army Black Knights. Marcó 15 puntos (máximo anotador del equipo; 7-11 en tiros de 2) contra los Florida Gators.
Finalizó la temporada en la Ivy League con el 11.º mejor % de tiros de 2 (49,5%) y fue el 2.º en rebotes ofensivos totales (78), el 5.º en tiros de 2 anotados (107), el 8.º máximo reboteador y el 8.º en rebotes totales (155), el 11.º máximo taponador (0,6 por partido) y el 11.º en tapones totales (17), el 13.º en tiros de campo anotados (107) y en tiros libres anotados (62), el 19.º máximo anotador y el 19.º en robos totales (29) y puntos totales (276) y el 20.º en robos por partido.

#### Sophomore
En su segunda temporada, su año sophomore (2013-2014), jugó 32 partidos (30 como titular) con los Bulldogs con un promedio de 16,9 puntos (52,3 % en tiros de 2, 33,3 % en triples y 69,7 % en tiros libres), 6,9 rebotes, 1,4 asistencias, 1,2 robos y 1,9 tapones en 30,6 min.
A final de temporada fue elegido en el mejor quinteto de la Ivy League (primer sophomore de Yale que es seleccionado desde Chris Dudley en 1985, siendo sólo el 3.º de la historia de la universidad que lo consigue), en el mejor quinteto del distrito 13 por la Asociación Nacional de Entrenadores de Baloncesto y en el mejor quinteto del CollegeInsider.com Postseason Tournament (promedió 15,3 puntos en los cuatro partidos del torneo). También recibió los premios Dutch Arnold (MVP del equipo) y el George McReynolds (jugador defensivo del equipo).
Anotó 10 o más puntos en 27 ocasiones e hizo 8 dobles-dobles. Sus 170 tiros libres anotados de 244 intentados, son la 2.º mejor marca (tanto de TL anotados como de TL intentados) en una temporada de la historia de la universidad. Fue nombrado en cinco ocasiones jugador de la semana de la Ivy League. En los 14 partidos de la Ivy League que jugó, promedió 19,5 puntos y 7,9 rebotes, siendo el máximo anotador y reboteador en partidos de conferencia. En los cuatro últimos partidos de la temporada, promedió 25 puntos y 9 rebotes (28 puntos y 13 rebotes contra los Harvard Crimson). Anotó 31 puntos (máxima de la temporada; 13-16 en tiros de 2) contra los Providence Friars. Su mate contra los Harvard Crimson fue seleccionado por ESPN.com como la 7.ª mejor jugada del día.
Finalizó la temporada en la Ivy League con el 3.º mejor % de tiros de campo (51,7 %), el 8.º mejor % de tiros de 2 y el 13.º mejor % de tiros libres y fue el 1.º en rebotes totales (220), en tiros de campo anotados (183), en tiros de 2 anotados (179) y en rebotes ofensivos totales (91), el 2.º máximo taponador y el 2.º en puntos totales (540), en tiros libres anotados (170) y en tapones totales (62), el 3.º máximo anotador, el 4.º máximo reboteador, el 5.º en robos totales (39), el 6.º en rebotes defensivos totales (129), el 7.º en minutos totales disputados (978) y en robos por partido, el 12.º en min por partido y el 14.º en partidos disputados.

#### Júnior
En su tercera temporada, su año júnior (2014-2015), jugó 31 partidos (30 como titular) con los Bulldogs con un promedio de 14,3 puntos (51,5 % en tiros de 2, 33,3 % en triples y 69,1 % en tiros libres), 7,5 rebotes, 1,5 asistencias, 1,1 robos y 2,4 tapones en 32,6 min.
A final de temporada fue nombrado Jugador del Año de la Ivy League (primer jugador de la universidad que recibe este premio desde Paul Maley en 1988) y elegido por 2.ª vez en el mejor quinteto de la Ivy League y en el mejor quinteto del distrito 13 por la Asociación Nacional de Entrenadores de Baloncesto. También recibió una mención honorable All-America por Associated Press (primer Bulldog que la recibe desde Butch Graves en 1984), seleccionado en el mejor quinteto del distrito 1 por la United States Basketball Writers Association y nombrado MVP del Men Against Breast Cancer Classic (promedió 15 puntos y 8,7 rebotes en los tres partidos contra los Kent State Golden Flashes) y a mitad de temporada en la lista para el Premio Lou Henson (premio anual otorgado por la página web CollegeInsider.com al mejor baloncestista de la División I de la NCAA de entre las conferencias consideradas mid-major).
Hizo 8 dobles-dobles a lo largo de la temporada. Fue nombrado en cinco ocasiones jugador de la semana de la Ivy League. En los 14 partidos de la Ivy League que jugó, promedió 16,1 puntos (56 % en tiros de campo) y 8,1 rebotes. Llegó a los 1,000 puntos en su carrera universitaria en la victoria contra los Sacred Heart Pioneers (primer jugador de la universidad que llega a los 1,000 puntos antes de su temporada senior desde Ed Petersen en la temporada 1990-1991).
Finalizó la temporada en la Ivy League con el 7.º mejor % de tiros de 2 y 12.º mejor % de tiros libres y fue el 1.º en tiros de 2 anotados (152), el 2.º máximo taponador y el 2.º en rebotes ofensivos totales (94) y tapones totales (73), el 3.º máximo reboteador y el 3.º en minutos totales disputados (1,012), rebotes totales (234) y tiros libres anotados (134), el 4.º máximo anotador y el 4.º en tiros de campo anotados (154), el 5.º en puntos totales (444), el 6.º en partidos disputados y en min por partido, el 7.º en rebotes defensivos totales (140) y el 11.º en robos por partido y robos totales (34).

#### Sénior
En su cuarta y última temporada, su año sénior (2015-2016), jugó 28 partidos (27 como titular) con los Bulldogs con un promedio de 15,7 puntos (53,7 % en tiros de 2, 31,3 % en triples y 66,9 % en tiros libres), 7,5 rebotes, 2,8 asistencias y 1,7 tapones en 31 min. Se proclamó campeón de la Ivy League.
A final de temporada fue nombrado por 2.ª vez Jugador del Año de la Ivy League y elegido por 3.ª vez en el mejor quinteto de la Ivy League y en el mejor quinteto del distrito 13 por la Asociación Nacional de Entrenadores de Baloncesto. También recibió por 2.ª vez una mención honorable All-America por Associated Press y el premio Dutch Arnold (MVP del equipo, junto con Makai Mason).
Fue finalista del premio Senior CLASS. Fue el 18.º de toda la División I de la NCAA en rebotes ofensivos por partido (3,6). Anotó 18 puntos (7-10 en tiros de 2) en la victoria contra los Baylor Bears en el torneo de la NCAA. Metió 31 puntos (máxima de la temporada) y cogió 9 rebotes en la victoria contra los Penn Quakers.
Finalizó la temporada en la Ivy League con el 2.º mejor % de tiros de campo (52,6 %), el 10.º mejor % de tiros de 2 y el 11.º mejor % de tiros libres y fue el 1.º en tiros de 2 anotados (158) y rebotes ofensivos totales (103), el 2.º máximo taponador y el 2.º en tiros de campo anotados (163) y tapones totales (48), el 5.º máximo reboteador y el 5.º en tiros libres anotados (109), el 6.º máximo anotador y el 6.º en puntos totales (440), el 7.º en rebotes totales (210) y en min por partido, el 8.º en min totales disputados (869), el 10.º máximo asistente y el 10.º en asistencias totales (79) y el 18.º en rebotes defensivos totales (107).
Promedios
Disputó un total de 120 partidos (102 como titular) con los Yale Bulldogs entre las cuatro temporadas, promediando 14,2 puntos (52 % en tiros de 2 y 67,2 % en tiros libres), 6,8 rebotes, 1,7 asistencias, 1 robo y 1,7 tapones en 29,2 min de media.
Es el primer jugador de la universidad en ser más de una vez All-America desde Butch Graves, que lo fue durante tres años consecutivos (1982, 1983 y 1984). Es el único jugador de Yale en ser dos veces Jugador del Año de la Ivy League. Es el primer jugador de la universidad en ser elegido en tres ocasiones en el mejor quinteto de la Ivy League desde Chris Dudley, que lo fue también durante tres años consecutivos (1985, 1986 y 1987).
La universidad le otorgó en 2016, el premio William Neely Mallory, el premio más prestigioso que puede conseguir un atleta senior de Yale. Es el único jugador de la historia de la universidad en anotar 1,700 puntos y coger al menos 800 rebotes. Es el 2.º máximo taponador (200 tapones), el 3.º máximo anotador (1,700 puntos) y el 4.º máximo reboteador (819 rebotes) de la historia de la universidad. También es el 2.º jugador de la historia de Yale con más tiros libres anotados (475 tiros libres). Fue nombrado en 14 ocasiones jugador de la semana de la Ivy League (mayor número de veces de la historia de la conferencia).
Terminó su periplo universitario en la Ivy League con el 9.º mejor % de tiros de campo (51,2 %) y 23 mejor % de tiros libres y es el 1.º en rebotes ofensivos totales (366), el 3.º en tiros de 2 anotados (596), el 4.º en tiros libres anotados, en rebotes totales y tapones totales, el 5.º máximo reboteador y taponador, el 6.º en puntos totales, el 7.º en min totales disputados (3,507) y tiros de campo anotados (607), el 8.º en rebotes defensivos totales (453), el 9.º en partidos disputados, el 14.º máximo anotador y el 23.º en min por partido.
Participó en el Reese's College All-Star Game (4 puntos (2-4 de 2), 5 rebotes, 1 asistencias y 1 robo en 18 min) y en el Portsmouth Invitational Tournament (3 partidos con un promedio de 4 puntos (71,4 % en tiros de 2), 6,4 rebotes, 1,3 asistencias, 2,3 robos y 2,7 tapones en 23 min de media).

### Profesional

#### Gießen 46ers
Tras no ser seleccionado en el Draft de la NBA de 2016, fichó por los Gießen 46ers de la BBL alemana para la temporada 2016-17, siendo su primera experiencia como profesional.
[actualizar]